# 凯珀斯豪森
凯珀斯豪森是德国莱茵兰-普法尔茨州的一个市镇。总面积2.31平方公里，总人口18人，其中男性6人，女性12人（2011年12月31日），人口密度8人/平方公里。